# 德川齊莊
德川齊莊（日语：〔〕／ Tokugawa Naritaka，1810年7月14日—1845年8月8日），日本江戶時代後期大名，尾張藩第十二代藩主、御三家之一尾張德川家第十二代當主。尾張藩第十代藩主德川齊朝堂弟、十一代藩主德川齊溫之異母兄。父親為第十一代將軍德川家齊（第十二子），母親為曾根重辰之女側室於蝶之方（速成院），正室為叔父德川齊匡之女猶姬。幼名要之丞。官位從二位權大納言。第十二代將軍德川家慶的異母弟、第十三代將軍德川家定及第十四代將軍德川家茂的叔父。

## 生平
文化十年（1813年）十二月二十五，德川齊莊成為叔父田安德川家第三代當家德川齊匡的養嗣子。天保7年（1836年）8月、養父齊匡決定隠居、田安德川家家督之位由齊莊繼承。
天保十年（1839年）三月二十，尾張德川家的當家，齊莊的異母弟德川齊溫逝世，於同月26日發喪，同日由松平乘寬及水野忠邦執掌的幕府派遣使者至江戶尾張藩府邸拜訪，下命齊莊以德川齊溫的末期養子身份繼任為尾張德川家的家督。田安家的家老、御用人跟隨齊莊入主尾張德川家。因為齊莊與齊溫皆為將軍家齊的兒子，並非出身尾張德川家，加上此舉有遺前藩主齊溫的遺言及隱居的第十代藩主德川齊朝的意見，引致大多數的尾張藩士不滿，要求由尾張德川家的支藩出繼藩主，令反對養子繼承藩主的聲音越來越大。
弘化二年（1845年）七月初六，德川齊莊逝世，並無後嗣在世，由他的養子、年僅10歲的德川慶臧（田安家德川齊匡第十子）繼承尾張藩。
德川齊莊的法號為大覺院殿性譽惟德源懿大居士。墓所為名古屋市東區筒井之建中寺。